# Jérôme Thélot
Pour les articles homonymes, voir Thélot.
Jérôme Thélot, né en 1956, est essayiste et traducteur, et professeur émérite de littérature française à l’Université de Lyon.
Ancien élève d’Yves Bonnefoy au Collège de France, disciple aussi de René Girard et de Michel Henry, ses écrits portent sur la poésie romantique et moderne, sur la philosophie de l’affectivité, et sur les conditions de l’image. Il développe auprès des auteurs qu’il interroge, en particulier Bonnefoy, Baudelaire, Rousseau, Dostoïevski, Sophocle, puis auprès des peintres, en particulier Géricault et Manet, une poétique générale qui remonte à la fondation de la parole et de la représentation dans la violence originelle. Ses travaux sur la photographie ont d’abord décrit les conséquences de l’invention de celle-ci sur la littérature (Les Inventions littéraires de la photographie, 2003), puis les caractères propres de sa phénoménologie (Critique de la raison photographique, 2009). Son analyse de l'œuvre de Géricault (Géricault. Généalogie de la peinture, 2021), et son essai sur La peinture et le cri (2021) scrutent les rapports entre violence et figure. Ses « Notes sur le poétique » (Un caillou dans un creux, Manucius, 2016) explicitent les attendus de sa recherche.

## Biographie
Après avoir soutenu une thèse de doctorat de 3e cycle en 1980 (Poétique d'Yves Bonnefoy, Droz, 1983) et une thèse de doctorat d'État en 1990 (Baudelaire. Violence et poésie, Gallimard,1993), il a enseigné dans les universités de Marrakech, de Strasbourg 2, de Montpellier 3, de Paris 12 et enfin de Lyon 3, où il a dirigé le laboratoire "Marge". Il a traduit partiellement Synge, Angelus Silesius, Büchner.

## Ouvrages
Essais
- Poétique d’Yves Bonnefoy, coll. « Histoire des idées et critique littéraire », Droz, 1983[1].
- Baudelaire : violence et poésie, coll. « Bibliothèque des idées », Gallimard, 1993.
- La poésie précaire, coll. « Perspectives littéraires », PUF, 1997[2].
- Les inventions littéraires de la photographie, coll. « Perspectives littéraires », PUF, 2003.
- Au commencement était la faim : traité de l'intraitable, Encre marine, 2005.
- La poésie excédée : Rimbaud, coll. « Cendrier du voyage », Fissile, 2008.
- L’Idiot de Dostoïevski, coll. « Foliothèque », Gallimard, 2008.
- Ou l’irrésignation : Benjamin Fondane, coll. « Cendrier du voyage », Fissile, 2009.
- Critique de la raison photographique, Encre marine, 2009.
- L’Immémorial : études sur la poésie moderne, Encre marine, 2011.
- Le travail vivant de la poésie, Encre marine, 2013.
- Géricault. Le Radeau de la Méduse. Le sublime et son double, Manucius, 2013.
- Les avantages de la vieillesse et de l'adversité. Essai sur Jean-Jacques Rousseau, Encre marine, 2015.
- Un caillou dans un creux. Notes sur le poétique, Manucius, 2016.
- Sophocle. La condition de la parole, Desclée de Brouwer, 2019.
- Le Travail photographique de Jean-Jacques Gonzales, L'Atelier contemporain, 2020.
- Marlyne Blaquart, La vie simple, Éditions Conférence, 2020 (avec M. Blaquart et A. Madeleine-Perdrillat).
- Géricault. Généalogie de la peinture, L'Atelier contemporain, 2021.
- La peinture et le cri. De Botticelli à Francis Bacon, L'Atelier contemporain, 2021.
- La main gauche de Manet, Manucius, 2022.
- L'origine du poème et ce qu'il peut, Invenit, 2023.
- L'Époque de la peinture. Prolégomènes à une utopie, L'Atelier contemporain, 2024.
- Dits et Entretiens de Bram van Velde, précédé de Le palimpseste et le commencement, L'Atelier contemporain, 2025.

Poésie
- Contre la mort, Fissile, 2007.
- Pas même du ciel, Fissile, 2010.
- Melchior Duvaast, Vies et fragments de poètes méconnus d'avant la Catastrophe, Hors commerce, 2023.

Traductions
- John Millington Synge, Douze poèmes, Grèges, 2002.
- Angelus Silesius, Le voyageur chérubinique, Les Belles Lettres, Encre marine, 2008.
- Georg Büchner, Woyzeck,  éditions du geste[3], 2019.

Éditions
- Jouve, Dans les années profondes. Matière céleste. Proses, Poésie / Gallimard, 1995.
- Baudelaire, Correspondance, Gallimard, Folio, 2000 (avec Claude Pichois).
- Vigny, Romantisme et vérité, Éditions InterUniversitaires, 1997.
- Philippe Jaccottet, Le temps qu'il fait, 2001 (avec P. Née).
- Quinze études sur Nerval et le romantisme, Kimé, 2005 (avec H. Mizuno).
- Simone Weil et le poétique, Kimé, 2007 (avec J.-M. Le Lannou et E. Sepsi).
- Roger Munier, Le temps qu'il fait, 2010 (avec Fr. Lallier).
- Le haïku en France. Poésie et musique, Kimé, 2011 (avec L. Verdier).
- Philippe Jaccottet. Juste le poète, Revue Lettres, no 1, 2014.
- Une briqueterie de Bhaktapur, Photographies de Stéphane Lecaille et Alain Gualina, Catalogue d’exposition, Université de Lyon 3, 2015.
- Les Chemins de Pierre-Albert Jourdan, Revue Lettres, no 2, 2016 (avec François Lallier).
- Yves Bonnefoy, Alexandre Hollan, Trente années de réflexion, 1985-2015, L'Atelier contemporain, 2016.
- Cédric Demangeot, revue Europe, no 1103, mars 2021.
- Bonnefoy et la philosophie, Manucius, 2023.
- Yves Bonnefoy, Œuvres poétiques, Gallimard, Bibliothèque de la Pléiade, 2023 (en collaboration).

## Pour approfondir